# Bělušice (kraj ustecki)
Bělušice – miejscowość i gmina (obec) w Czechach, w kraju usteckim, w powiecie Most. W 2022 roku liczyła 211 mieszkańców.